# Andresito
Andresito és una localitat de l'Uruguai, ubicada al nord del departament de Flores, al límit amb el departament de Río Negro.
Es troba a 49 metres sobre el nivell del mar. Té una població aproximada de 140 habitants.